# マイアミ5
『マイアミ5』（原題：Band of the Hand ）は、1986年にアメリカで公開されたアクション映画である。テレビシリーズとして企画されたが、パイロットフィルムのみが作られ劇場公開作品となった。

## ストーリー
重罪を犯した5人の不良少年が移送されようとしていた。
強盗・暴行罪のルーベン（マイケル・カーマイン）とモス（レオン）、麻薬の運び屋のカーロス（ダニー・クイン）、母親を守ろうとアル中の父親を射殺したJ.L.（ジョン・キャメロン・ミッチェル）、自動車泥棒の常習犯のドーシー（アル・シャノン）。
しかし彼らが送り届けられた場所は刑務所ではなく、フロリダ南部の広大な湿地帯だった。途方に暮れる少年たちの前にジョー・テグラ（スティーヴン・ラング）という男が現れる。ジョーはアメリカ海兵隊にいた元軍人で、ここに来た目的は、ある実験的な犯罪者更生プログラムを少年たちに受けさせることだった。
ジョーは手始めに湿原で生き延びるためのサバイバル術を叩きこんだ。少年たちは互いにいがみ合いジョーにも反抗するが、逃げ場のない状況下では従うしかなかった。
苦労の末にようやく湿原を脱出すると、次は車に乗せられマイアミ・サウスビーチ地区のスラム街に連れて行かれた。廃墟となっているアパートを自分たちで修理して生活するよう指示を受けた彼らは、周囲の住人たちと衝突しながらも周辺の環境を改善しようとする。
しかし、そのスラム街は麻薬密売グループのクリーム(ラリー・フィッシュバーン)という男が牛耳っており、自分の縄張りが荒らされていると気付いたクリームはジョーに脅しをかけた。ジョーは一瞬の隙をついてクリームの手下たちを降伏させて追い払った。
一方、ルーベンは恋人のニッキー（ローレン・ホリー）と再会するが、彼女はマイアミの麻薬王ネスター(ジェームズ・レマー)に気に入られ愛人にさせられていた。彼女は、クリームが部下のネスターにジョーという男の抹殺を命令していたと話す。ジョーたちが危険な状況にあることを知ったルーベンは急いで知らせに戻った。
その夜、クリームは大勢の手下を連れて襲撃してきた。襲撃を待ち構えていたジョーたちはクリームら一味を始末するが、銃撃戦の果てにジョーとクリームが相撃ちになりジョーも絶命してしまう。師を失い落ち込む少年たちだったが、彼らには正しく生きようとする心が芽生え始めていた。ジョーが生前に言っていた「きみたちは5本の指のように固い絆で結ばれている（Band of the Hand)」という言葉を思い出し、ネスターの麻薬工場を壊滅すべく団結する。

## 作品概要
本作は元々TVシリーズとして企画されていた。製作を依頼されたマイケル・マンは設定や大まかなストーリーを読んですぐに快諾し、配給会社が決まるとわずか3ヶ月後にはパイロットフィルムの撮影が始まった。製作は好調に思えたがシリーズ化はならず、パイロットフィルムを劇場映画として公開することになった。
前半の湿原での撮影は、フロリダ半島南部のエバーグレーズ国立公園で行われた。胸まで水に浸かるような沼地のため撮影機材や設備、仮設トイレ等を持ち込むこともままならず、撮影スタッフは最小限に抑えられた。俳優らが主体となるような背景が映らないシーンはクランドン動物公園（現在のズー・マイアミ）の一角が使われている。
後半の市街地のシーンは、マイアミのサウス・ビーチを縦断するコリンズアべニューと2nd.ストリートの交差点周辺で撮影された。
かつて高級リゾートとして栄えたこの地区は、1970年代頃から低所得者層が集まる治安の悪い街に様変わりしていた。その荒廃した街並みに廃墟となったアールデコ建築が並ぶ独特の空間は犯罪ドラマのロケ地としてはうってつけで、エグゼクティブプロデューサーのマイケル・マンは「特捜刑事マイアミ・バイス」でも度々ここを使用した。1990年代に始まった再開発でサウスビーチ地区は大きく様変わりしたが、劇中に映るアールデコ建築の多くは現在も残っている。
監督は「刑事スタスキー&ハッチ」のスタスキー役で有名なポール・マイケル・グレイザー。元々テレビ用に製作された作品が劇場公開に変更されたため、計らずもこれが初の劇場向け監督作となった。
映像やパステル風の色調、常連とも言える出演者陣、舞台設定、音楽の使い方、アクションシーンの演出など、これまでマイケル・マンが手掛けた作品、特に80年代に大ヒットした「特捜刑事マイアミ・バイス」の影響が随所に見られ、映画やビデオソフトのキャッチコピーは監督よりもエグゼクティブプロデューサーのマイケル・マンの名前が強調されている。
銃器関係のアドバイザーには「特捜刑事マイアミ・バイス」シーズン1・第4話で見事なガンアクションを披露したジム・ズビアナを起用。本作では終盤で少年たちを検問する制服警官として出演するのみで、彼の射撃シーンは見られない。
現在もカルトな人気を保っており、80年代を象徴する青春アクション映画として一定の評価を得ている。

## キャスト
| 登場人物                             | 出演者                         |  |
| ------------------------------------ | ------------------------------ |  |
| ジョー“インディアン・ジョー”・テグラ | スティーヴン・ラング           |  |
| ルーベン・ジュリアン・パセコ         | マイケル・カーマイン           |  |
| ニッキー                             | ローレン・ホリー               |  |
| モス・ルーズヴェルト                 | レオン                         |  |
| ジェームズ・リー”J.L.“・マキューエン | ジョン・キャメロン・ミッチェル |  |
| ドーシー・ジョン・ブリッジャー       | アル・シャノン                 |  |
| カーロス・レネ・アラゴン             | ダニー・クイン                 |  |
| チト                                 | ポール・カルデロン             |  |
| クリーム                             | ラリー・フィッシュバーン       |  |
| ネスター                             | ジェームズ・レマー             |  |
| チャヴェス                           | ビル・スミトロヴィッチ         |  |
| 警官                                 | ジム・ズビアナ                 |  |
| 雑貨屋の店主                         | マーティン・フェレロ           |  |

## 挿入歌
| 曲名                                      | 歌                                                         | 作                              |
| ----------------------------------------- | ---------------------------------------------------------- | ------------------------------- |
| バンド・オブ・ザ・ハンド Band of the Hand | ザ・ハートブレイカーズ The Heartbreakers                   | ボブ・ディラン Bob Dyran        |
| レッツ・ゴー・クレイジー Let's Go Crazy   | プリンス＆ザ・レヴォリューション Prince and The Revolution | プリンス Prince                 |
| Carry Me Back Home                        | アンディ・サマーズ Andy Summers                            | アンディ・サマーズ Andy Summers |
| Faded Flowers                             | シュリークバック Shriekback                                | シュリークバック Shriekback     |
| All Come Together Again                   | タイガー・タイガー Tiger Tiger                             | Stephen Tiger                   |
| Waiting For You                           | ザ・レッズ The Reds                                        | Rick Shaffer                    |
| Hold On                                   | ザ・レッズ The Reds                                        | Rick Shaffer                    |
| Mission                                   | ザ・レッズ The Reds                                        | Rick Shaffer                    |
| Turn It On                                | ザ・レッズ The Reds                                        | Rick Shaffer                    |
| ブロークン・ウィングス Broken Wings       | Mr.ミスター Mr.Mister                                      | John Lang＆Richard Page         |